# Спиридонов Микола Іванович
Микола Іванович Спиридонов (Тэ́ки Одуло́к, Текки Одулок, в перекладі з юкагирської Маленький юкагир; 22 травня 1906, урочище Оттур-Кюйоль на річці Ясачній — 14 квітня 1938, Ленінград) — юкагирський російськомовний письменник, учений, громадський діяч, основоположник юкагирської літератури. Перший юкагир, який отримав вищу освіту та вчений ступінь.

## Біографія
Народився в урочищі Оттур-Кюйоль на річці Ясачній (притоці Колими) в місцевості нинішнього розташування села Нелемне в багатодітній юкагирській сім'ї. У десять років батько (Атиляхан Іполун, мисливець) відвіз його в Средньоколимськ. Текки Одулок став найманим працівником у росіян і якутських купців, закінчив церковно-приходську школу. У 19 років приїхав в Якутськ. Став членом ВКП(б). В 1925 році закінчив радянсько-партійну школу в Якутську.
У 1931 році закінчив етнографічне відділення Ленінградського університету, де займався під керівництвом відомого вченого, дослідника Чукотки В. Г. Тан-Богораза. Брав участь в етнографічних експедиціях на Чукотку і Колиму. За порадою Богораза вступив до аспірантури Інституту народів Півночі за спеціальністю «економічна географія». У 1934 році захистив дисертацію на вчений ступінь кандидата економічних наук за темою «Торгова експлуатація юкагирів в дореволюційний час».
Поряд з науковою і літературною роботою вів активну громадську діяльність. Входив до складу Якутського комітету Півночі. У складі оргкомітету Далекосхідного крайвиконкому їздив на Чукотку для створення Чукотського національного округу, близько 7 місяців жив серед чукчів: побував на річці Анадир, в бухтах Провидіння і Лаврентія, в інших стійбища аборигенів. У 1934—1936 роках був секретарем Аяно-Травневого райкому партії. Очолював національний сектор Хабаровського відділення Спілки письменників СРСР.
У 1936 році повертається до Ленінграда для захисту докторської дисертації, працював у Детгізе.
30 квітня 1937 року був заарештований УНКВС по Ленінградській області. Звинувачений в участі у контрреволюційній повстанській шпигунській організації, пов'язаної з японськими розвідувальними органами; у підготовці разом з іншими учасниками організації до збройного повстання проти Радянської влади з метою відторгнення Далекосхідного краю від Радянського Союзу; здійсненні шпигунської діяльності (статті 58-2, 58-6 і 58-11 КК РРФСР). Вироком Військового трибуналу Ленінградського військового округу (ВТ ЛВО) від 7-9 січня 1938 року Спиридонов М. В. засуджений до вищої міри кримінального покарання — розстрілу з конфіскацією майна. Ухвалою Військової колегії Верховного суду СРСР від 16 березня 1938 року вирок ВТ ЛВО був залишений в силі. 14 квітня 1938 року вирок був приведений у виконання.
Ухвалою Військової колегії Верховного суду СРСР від 29.10.1955 Микола Спірідонов посмертно реабілітований.
В честь Текки Одулока названа вулиця в Якутську, сел. Зирянка і в його рідному селі Нелемне. У 1996 році ім'я Текки Одулока було присвоєно першій юкагирській національній школі в Нелемному.

## Творча діяльність
Почав друкуватися ще 1927 році. Опублікував ряд наукових і художніх робіт, в тому числі статті у першому виданні Великої радянської енциклопедії — «Юкагири», «Юкагирська мова». Також писав для періодичної преси. У 1930 році в журналі «Радянська Північ» опубліковано етнографічне дослідження «Одули (юкагири) Колимського округу». У 1933 році надрукований його географо-етнографічний нарис «На Крайній Півночі», де була дана невелика характеристика економічного стану Колимського краю того часу, описані звичаї і побут юкагирів, головною галуззю господарства яких були полювання і рибальство.
Також під враженням поїздки на Чукотку в 1934 році Текки Одулок написав відомий твір — повість «Життя Імтеургіна-старшого» про життя чукчів в царській Росії. Книга видавалася три рази за життя автора була перекладена на англійську мову і видана в Лондоні під назвою «Снігові люди».